# Ayamonte
Ayamonte este un municipiu spaniol situat în provincia Huelva, Andaluzia, situat lângă vărsarea râului Guadiana, la granița cu Portugalia. Cu o populație de 21.104 de locuitori ( 2020 ) conform INE,  o suprafață de 141,29 km² și o densitate a populației de 145,27 loc./km² este capitala comărcii Coastei de Vest a Huelva. Se află la 41 km de Huelva, capitala provinciei, și la 127 km de Sevilla, capitala regională.
Originile sale datează din timpurile feniciene, fiind un loc de așezare pentru romani, arabi, portughezi și castilieni. Din secolul al XVI-lea, orașul a devenit unul dintre cele mai importante puncte comerciale și politice ale provinciei, beneficiind, în plus, de importante relații comerciale și economice cu coloniile spaniole din America.
În prezent, sectorul tradițional de pescuit și conserve, motorul economic al zonei în secolul al XX-lea, a făcut loc dezvoltării altor sectoare economice din oraș, în principal sectorul turistic, făcând din municipiu o destinație turistică proeminentă în Andaluzia. atât pentru plajele din Isla Canela, cât și pentru importantul patrimoniu monumental și istoric existent în oraș, cât și pentru apropierea de regiunea portugheză Algarve, de care Ayamonte este conectată prin Podul Internațional Guadiana.

## Etimologie
Există diverse teorii despre originea orașului, precum și despre numele locului său:
1. În Dicționarul Istoric-Geografic a Spaniei Antice, s-a afirmat că numele orașului ar putea proveni de la „Anapote” sau „Anapotemon”.[3]„“Unul arab și celălalt latin, și ambele descriptive ale locului, care ar putea fi acolo, conform lexicurilor,
Prima se referă la estuare sau lagune, acolo atât de remarcabile, și la înălțimea sau muntele în care
populația este constituită, a doua””—Amador de los Ríos

1. O altă teorie explică originea numelui orașului prin cuvântul preroman „Aya”, de origine iberică, și care înseamnă „munte”, „loc înălțat” sau „deal”, care s-ar contopi cu termenul de origine latină. " -montis ", de unde Ayamonte. [4][5]

1. Pe de altă parte, există autori care plasează originea termenului în Evul Mediu, în contextul cuceririi orașului de la arabi de către Sancho al II-lea al Portugaliei în 1239, aflându-se în scrisoarea de transfer a castelului către Ordinul de Santiago de către monarhul portughez, pentru prima dată este menționat numele „Ayamonte”.[6]

Deja în secolul al XVII-lea, conform scrierilor savantului Rodrigo Caro, datate în 1634, este menționat Itinerarul lui Antonino Pío (sec. IV d.Hr.). C), în care în acest loc începea un drum către Mérida, numindu-l drept Boca del Guadiana „Item abs ostio fluminis Anae Emeritam Usque” ..
Pe de altă parte, în lucrarea Atlante Spaniol sau Descrierea generală geografică, cronologică și istorică a Spaniei pe regate și provincii, tipărită la Madrid între 1778 și 1795, se precizează că orașul Ayamonte a fost fondat de fenicieni, numindu-l Tir., iar mai târziu, schimbându-i numele în Seria ; în timp ce în epoca romană era cunoscută sub numele de Fama Julia . 

## Heraldică
Heraldica municipală din Ayamonte este definită ca un castel din zidărie de aur realizată din sabie, ușa sa scoasă în evidență printr-un arbust cu frunze de aur și ramuri vert, cu rădăcinile în exterior, și este însoțită de o ramură de laur și palmier,încrucișate și legate în vârf, în culorile lor.  Ordonanțele municipale din 1880 descriu stema municipiului Ayamonte în felul următor: "Stema sa este din timpuri imemoriale un castel pe un câmp albastru, cu un oleandru la poarta castelului, iar în vârf, o tijă de laur arcuită.". 

## Geografie

### Locație geografică
Municipiul este situat pe coasta Huelvei, pe malul Oceanului Atlantic, și se întinde de-a lungul malurilor râului Guadiana, care la rândul său marchează granița cu Portugalia. Altitudinea medie a municipiului deasupra nivelului mării este de 3m, deși altitudinea maximă este de 63msnm, pe dealul Parador, unde se afla castelul medieval al orașului. La rândul său, este legat de Algarve prin Podul Internațional Guadiana.
| Nord-vest: Castro Marim                                  | Nord: San Silvestre de Guzmán și Sanlúcar de Guadiana | Nord-est: Villablanca și Lepe              |
| Vest: Castro Marim și Vila Real de Santo António         |                                                       | Est: Isla Cristina                         |
| Sud-vest: Vila Real de Santo António și Oceanul Atlantic | Sud: Oceanul Atlantic                                 | Sud-est: Isla Cristina și Oceanul Atlantic |

### Mediul uman

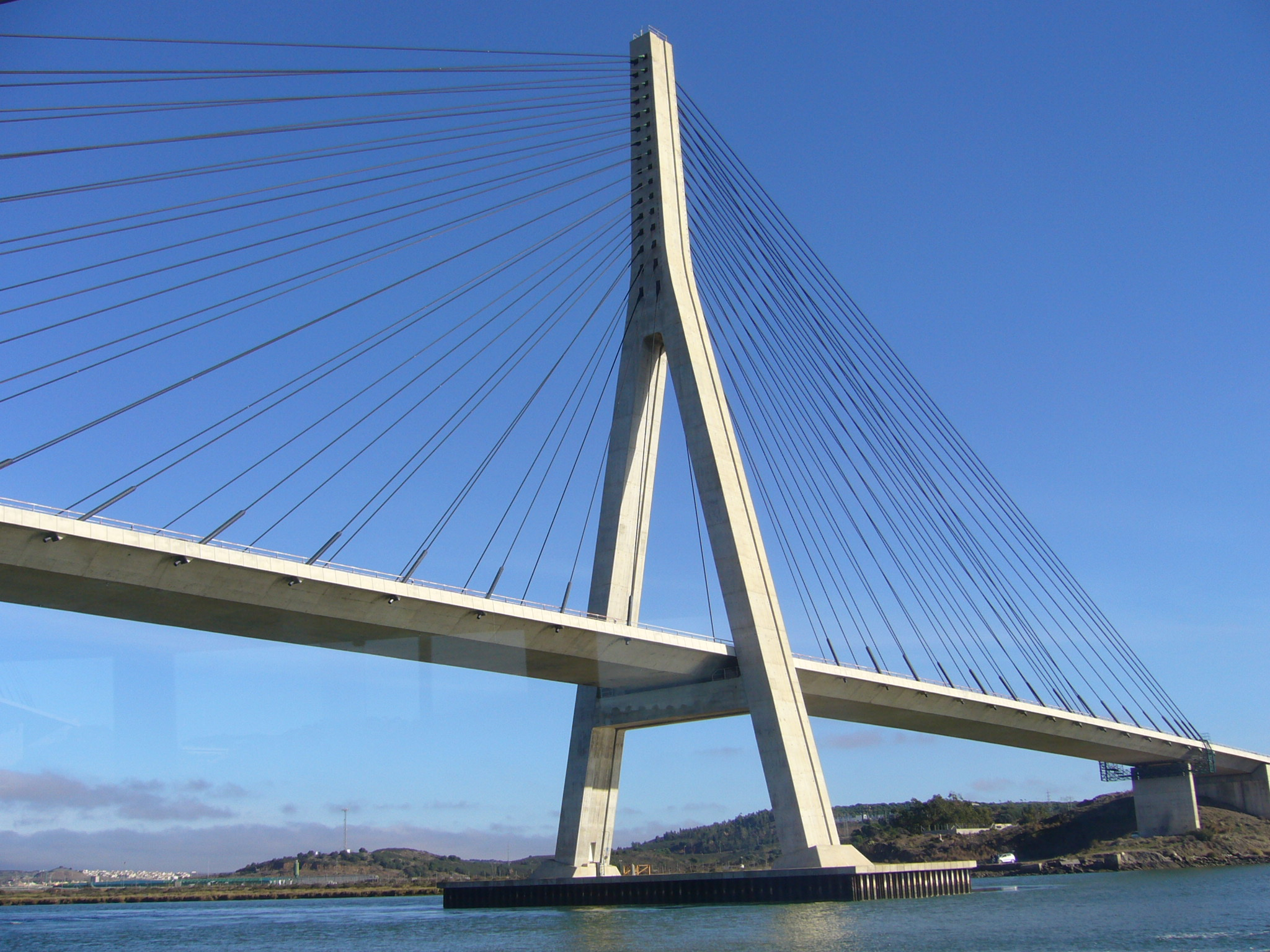
Podul Internațional Guadiana

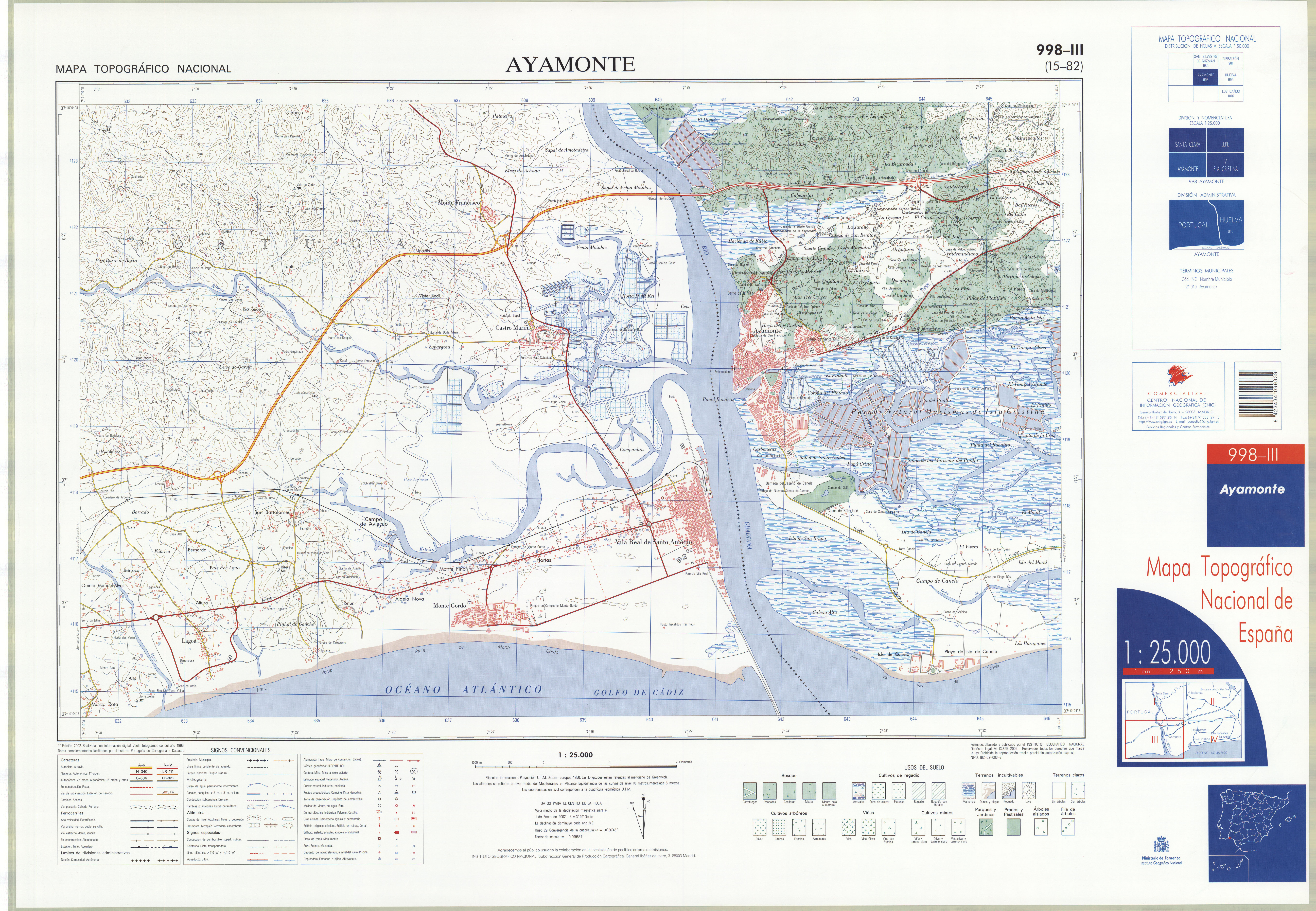
Harta topografică a orașului Ayamonte.

Municipiul este format din mai multe nuclee de populație diferite. Cel mai populat dintre ele, și care dă numele întregului municipiu, este însuși nucleul Ayamonte, situat pe malul râului Guadiana, vizavi de orașul portughez Castro Marim. Acest nucleu populațional, la rândul său, este alcătuit din diferite cartiere, cel mai vechi dintre ele fiind, iar germenul orașului, cartierul Vila, unde orașul a luat naștere ca urmare a amplasării castelului. De asemenea, putem clasifica și cartierul istoric Ribera drept centru al orașului, deoarece acolo se află principalele servicii economice, comerciale și administrative. Pe de altă parte, există cartiere apărute în secolul al XX-lea precum „Federico Mayo” sau cartierul Salón de Santa Gadea, o autentică expansiune a orașului construită în a doua jumătate a secolului XX, răspunzând nevoilor unui oraș, cu o dispunere de alei mari situate într-un mediu înconjurat de mlaștini și conducte ale estuarului râului Guadiana.
Pe de altă parte, găsim alte centre de populație, cum ar fi Punta de Moral, un cătun din Ayamonte situat în zona de Est a Insula Canela, și foarte aproape de municipiul vecin Isla Cristina, cu o importanță deosebită pentru sectorul terțiar, având în vedere importanța economică și a forței de muncă pe care turismul de soare și plajă îl dobândește vara în zonele de coastă ale municipalității. De asemenea, pe insula Canela, există "Barriada de Canela", foarte aproape de nucleul principal al Ayamonte, separat doar de el printr-un braț al râului.
În sfârșit, la aproximativ 7 km de nucleul principal de populație, Pozo del Camino se constituie ca un cartier situat la granița municipiilor Ayamonte și Isla Cristina, fiecare dintre aceste municipalități administrând partea care corespunde ambelor. În plus, Ayamonte este reședința districtului judiciar omonim al provinciei Huelva,  care include municipalitățile Isla Cristina, Lepe, Cartaya, Villablanca, San Silvestre de Guzmán și Sanlúcar de Guadiana .

### Mediul natural

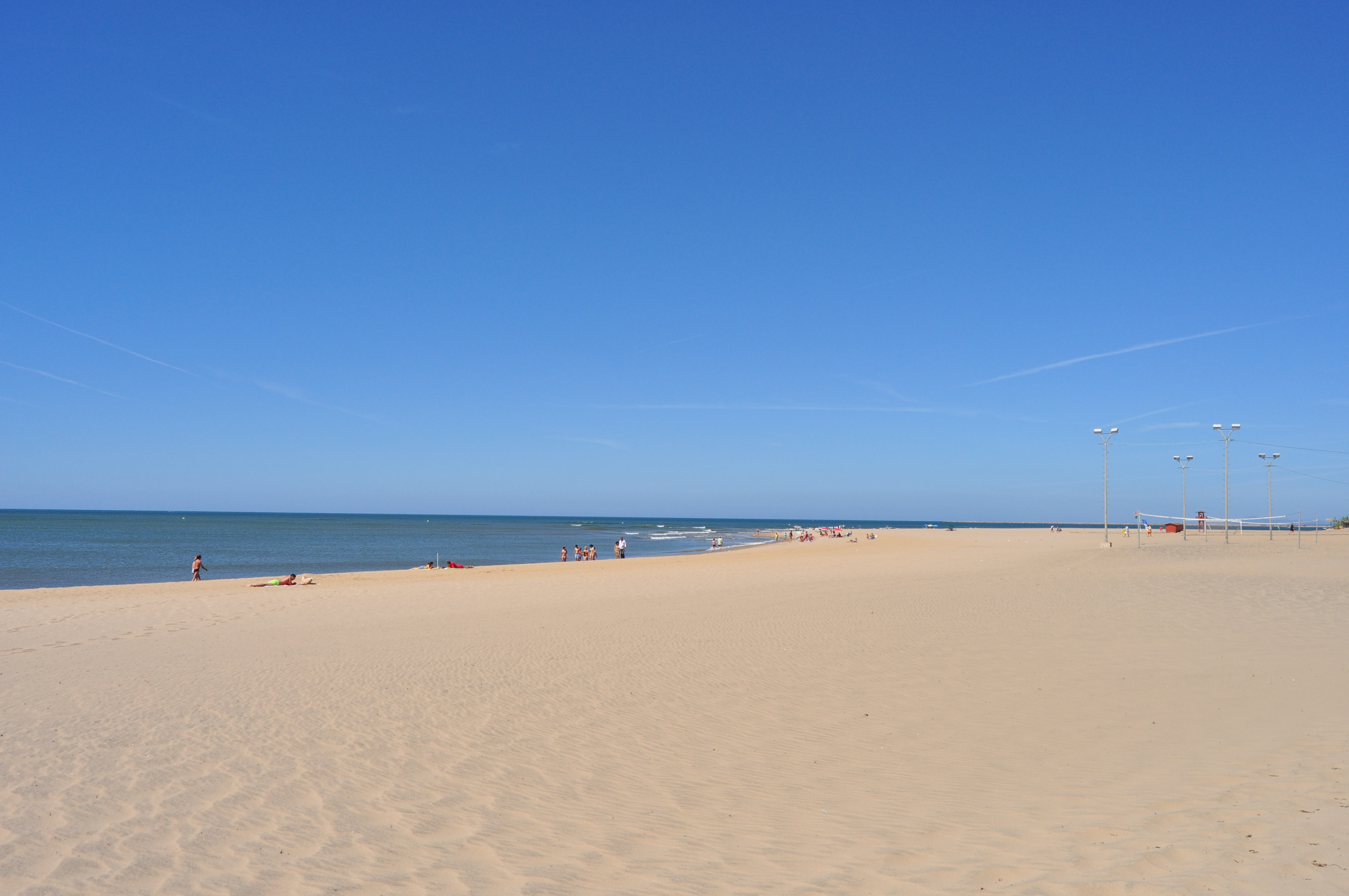
Plaja din Insla Canela.

Dată fiind amplasarea sa în estuarul râului Guadiana, am putea evidenția însuși mediul gurii ca loc, în nord prezintă o orografie mai abruptă dar, rapid, se înmoaie și își pierde relieful, formând un teren plat în partea sa cea mai apropiată spre ocean. Din partea cea mai înaltă a municipiului, unde se aflau ruinele castelului, se zăresc cu ușurință municipalitatea Isla Cristina, precum și orașele și satele din apropierea Portugaliei. Municipiul Ayamonte urmează râul pe malul său stâng, cu orașele Vila Real de Santo António și Castro Marim găsite pe malul portughez, primele împărțind gura menționată mai sus. Alături de o masă împădurită abundentă, formată în principal din coconar și eucalipt, se alătură niște mlaștini care aproape înconjoară orașul și din care coloniștii obișnuiau să folosească în diferite moduri și mijloace. Aceste mlaștini, numite „zaperas”, au o mare biodiversitate, cu unele specii autohtone aflate în pericol de dispariție. Mlaștinile formează „caños”, care sunt mici canale naturale care le străbat și, șerpuind, înconjoară Ayamonte formând o pânză densă. De menționat că o mare parte a teritoriului acoperit de mlaștini constituie Parcul Natural Marismas de Isla Cristina, zonă protejată de Guvernul Regional Andaluz pentru marea sa valoare biologică care se întinde de la Ayamonte până la municipalitatea insulară menționată mai sus.
În cele din urmă, trebuie menționate plajele din Isla Canela și Cartierul Punta del Moral, plaje deschise în formă de semilună, înconjurate și de mlaștini. 

## Istorie

### Preistorie și începuturi istorice
În papirusul lui Artemidor (secolul al II-lea î.Hr.) C) se numesc așezările feniciene de la Ipsa și Kilibe și, conform cercetărilor recente efectuate de Universitatea din Huelva, am putea plasa așezarea Ipsa la vărsarea râului Piedras, iar Kilibe la râul Guadiana, coincizând astfel cu locația actuală a Ayamonte. 
Deja în ultimul sfert al secolului XX au fost efectuate săpături arheologice în apropierea orașului portughez Castro Marim, pe malul drept al Guadianei, care au confirmat așezarea în zonă încă de la sfârșitul epocii bronzului  deși deja în 2008, într-un proiect de cercetare condus de Universitatea din Huelva, pe dealul La Mesa del Tejar au fost documentate materiale abundente din epoca protoistorică. 
În Hoya de los Rastros, în municipiul Ayamonte și mai precis, în nucleul său urban, a fost găsită o necropolă feniciană, datând din secolul al VIII-lea î.Hr. C. și fiind cea mai vestică a acestei civilizații de pe continentul european.  Dintre rămășițele găsite și studiate se remarcă niște scarabei egipteni, semn fără echivoc al expansiunii acestui popor în Marea Mediterană. Multe dintre aceste obiecte arheologice sunt păstrate astăzi în Muzeul Arheologic Provincial din Huelva. În același mod, apartenența așezării ayamontine la zona Tartessos este apărată de diverși istorici până la sosirea grecilor și romanilor.
Mai recent, în 2019, un important sit megalitic a fost găsit în municipiul Ayamonte, în moșiile La Torre și La Janera, unde au fost găsite sute de menhiruri decorate, de dimensiuni variabile între 20 de centimetri și 3 metri, în poziții foarte diferite, acest sit fiind clasificat drept unul dintre cele mai importante din Europa de către cercetătorii de la universitățile din Huelva, Sevilla și Alcalá de Henares. 

### Imperiul Roman

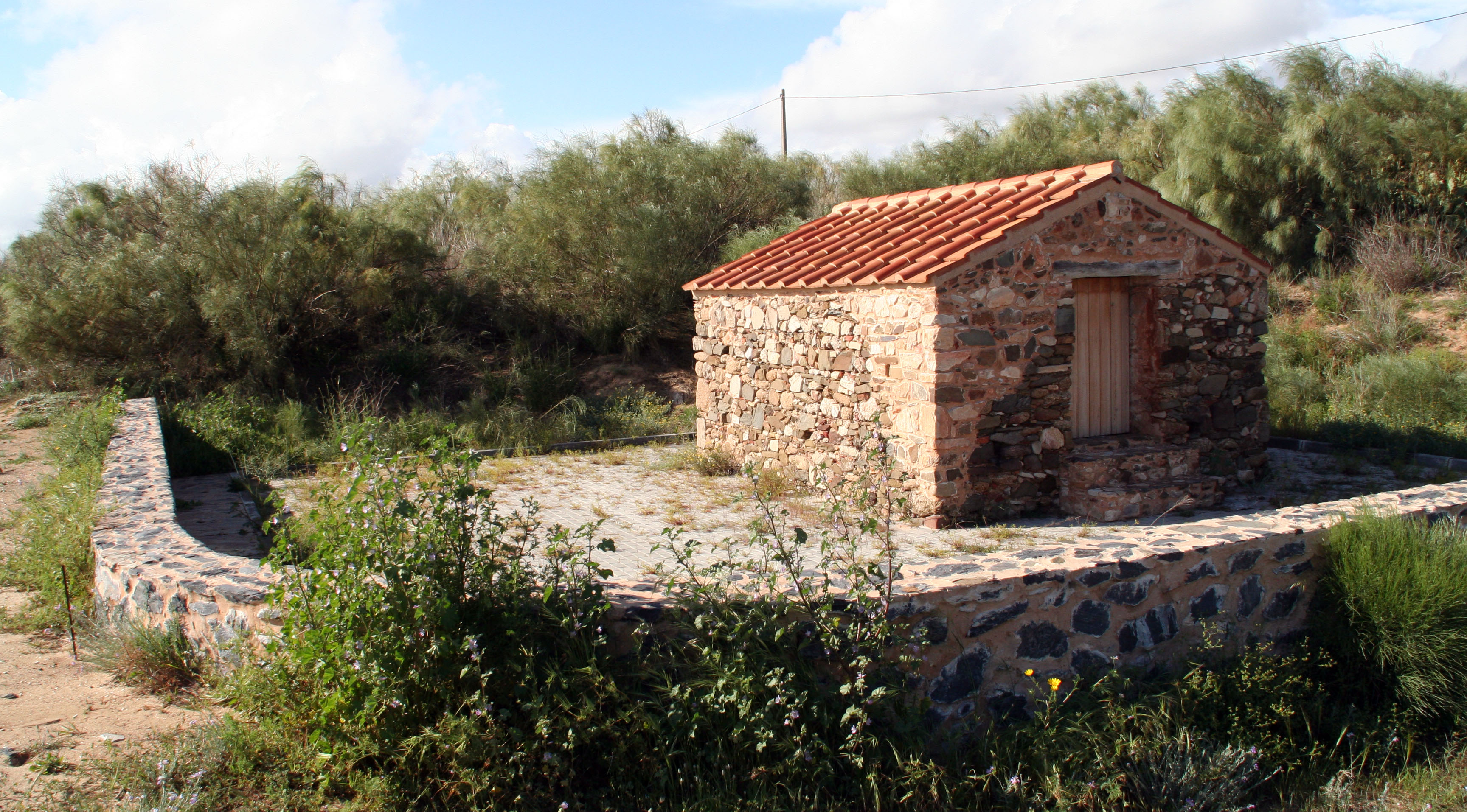
Mausoleul roman din Punta del Moral

În Barrio de la Villa, în partea inferioară a Calle Galdames, au apărut resturi ceramice romane și rămășițe de clădiri care ar corespunde unui posibil port comercial în care erau distribuite resursele marine de la Punta del Moral, precum și resursele din pe Andévalo. De-a lungul malurilor râului Guadiana s-au dezvoltat mici așezări romane, dedicate pescuitului, precum și agriculturii și creșterii animalelor. În același mod, un drum ajungea la Ayamonte din nordul provinciei, care lega așezarea de Hispalis și Itálica .
În Punta del Moral a existat o altă așezare romană, care era dedicată exploatării resurselor romane, a cărei activitate a început în secolul I d.Hr. C, atingând perioada de vârf între secolele IV d. C și V d. De la el, am părăsit Mausoleul Roman din Punta del Moral, precum și alte morminte găsite în vecinătatea acestuia.
La nivel arheologic există deja numeroase situri găsite în Isla Canela - Punta del Moral. În 1986 există o necropolă care datează din vremea Imperiului Roman Târziu. În 2016, apare o a doua necropolă precum și rămășițele unor depozite aparținând unei fabrici de sare, consolidând astfel așezarea ca un loc de trecere și comerț destul de bine stabilit.

### Evul Mediu (Al - Andalus și Reconquista)

Harta regatelor taife din sudul Peninsulei Iberice în secolul al XI-lea. Ayamonte se afla la granița dintre Taifa din Huelva și cea din Algarve.

Cunoștințele despre Ayamonte în timpul dominației musulmane sunt puține, deoarece practic ne lipsesc referințele documentare până în Evul Mediu . Comparând-o cu alte orașe din regiune, putem deduce că anexarea Ayamonte a avut loc într-o perioadă apropiată de cucerirea musulmană a Nieblei, în vara anului 712, și realizată de arabi, care s-au stabilit în această zonă în Peninsula Iberică, există dovezi ale numelui orașului în cronicile de istorie și geografie ale lui Ahmed Muhammad Arrasi, în secolul al X-lea . 
După dezintegrarea Califatului Córdoba în regate taife, în secolul al XI-lea, Ayamonte a ajuns să fie situat la granița naturală dintre Taifa din Huelva și Taifa din Algarve, putând găsi tocmai originea Taifei din Huelva în Al-Ándalus în 1012 ca regat musulman independent fondat de Abd al-Aziz al-Bakri. Cu toate acestea, Taifa din Huelva și Algarve au dispărut când au fost cucerite de Al-Mutadid în 1051, extinzând astfel teritoriile Taifei din Sevilla . 
Deja în secolul al XIII-lea, regele Sancho al II-lea al Portugaliei, sprijinit de armatele ordinelor militare cavalerii din Malta și Santiago,  după ce a cucerit localitățile Moura și Serpa de la musulmani, a condus cuceririle din 1238 către Mértola, a cucerit după toate probabilitățile în același an. Mai târziu, în ianuarie 1238, Alfayatul de la Peña a fost cucerită,  adică, după toate probabilitățile, actuala Puebla de Guzmán ( Huelva ).  După cum atestă cronicile monarhului portughez Sancho al II-lea al Portugaliei, la începutul lunii septembrie 1239 orașul fusese deja înconjurat,  care, odată cucerit, a fost predat de rege lui Pelayo Pérez Correa, al 14-lea maestru al ordinul de Santiago, pe 2 mai 1240  împreună cu piața portugheză Cacela. 
Cucerirea Ayamonte este consemnată de acest text:
„(…) Em nome do Pai, do Filho e do Espírito Santo, Amen. Saibam todos os que esta carta virem, que eu Sancho II, por graça de Deus rei de Portugal, de minha boa e livre vontade, e por acordo e parecer dos meus fidalgos e ricos-homens e pelo ótimo serviço que me prestaram D. Paio [Peres] Correia, comendador de Alcácer e os freires da Ordem de Santiago (…) lhes dou e concedo, e à Ordem de Santiago e a todos que no futuro lhe sucederem, o meu castelo de Aiamonte com os seguintes limites (…) com todas as suas pertenças, com as entradas e saídas, quer por mar, quer por terra, e com todos os direitos reais que aí tenho ou devo ter (…).”—(Carta de doação à Ordem de Santiago. in: Monarquia Lusitana, v. V)

În același mod, putem găsi referiri la donația orașului Ordinului de Santiago în texte datate în 1248 și 1255, în care se referă la aceasta Ferdinand al III-lea de Castilia și, respectiv, Alfonso al III-lea al Portugaliei:
„Del libro "Anales eclesiásticos y seculares de la muy noble y muy leal ciudad de Sevilla" de Diego Ortiz de Zúñiga, Antonio María Espinosa y Carzel. Publicado por la Imprenta Real en el año 1795. Extracto correspondiente a la sección "Era 1286; Año 1248":
"Varias mercedes hizo San Fernando y el Infante Don Alonso ese año, cuyos privilegios tienen la fecha en el Real sobre Sevilla. A 27 de Enero confirmó al Orden de Santiago, donación que le había hecho Don Sancho, Rey de Portugal, de Mértola, Ayamonte y otros lugares de la raya, que estaba dudoso á quál Corona tocaban para quando se conquistasen."”
Există un document, conform căruia, localitățile de graniță Ayamonte și Alfayat de la Peña sunt schimbate între 1242 și 1248 de către Alfonso al X-lea Înțeleptul 
Orașul trece de la o coroană la alta datorită situației sale de frontieră geografică și politicilor vremii, ca exemplu clar în acest sens avem cedarea Portugaliei de către regele Alfonso al X-lea al Castiliei „Înțeleptul” ca parte a zestrei către fiica sa Beatriz când a urcat pe tronul portughez. Tocmai sub domnia acestui monarh castilian, în lucrarea sa despre Cantigas de Santa María, se face referire la un miracol care a avut loc în capela Nuestra Señora de los Favores, situată în vechiul castel al așezării.
„A Madre de Deus
(Cantiga n.º 273)
Esta é como Santa Maria deu fios
a u ome bõo pera coser a savãa do sen altar.
A Madre de Deus que éste do mundo lum' e espello,
sempre nas cousas minguadas acorre e dá conssello.
Desta razon un miragre direy apost' e fremoso,
que fezo Santa Maria, e d' oyr mui saboroso;
esto foi en Ayamonte, logar ja quanto fragoso,
pero terra avondada de perdiz e de cõello.
A Madre de Deus que éste do mundo lum' e espello...
Ali á ha eigreja desta Virgen groriosa,
que é dentro no castelo, nen ben feita nen fremosa,
mas pequena e mui pobre e de todo menguadosa,
e campãa á tamanna qual conven ao concello.
A Madre de Deus que éste do mundo lum' e espello...
E os panos con que era ende o altar coberto
eran ricos e mui nobres, esto sabemos por certo;
e per cima da eigreja era o teito coberto;
e ostias y menguavan e vynno branqu' e vermello.
(...)”—Alfonso X de Castilla

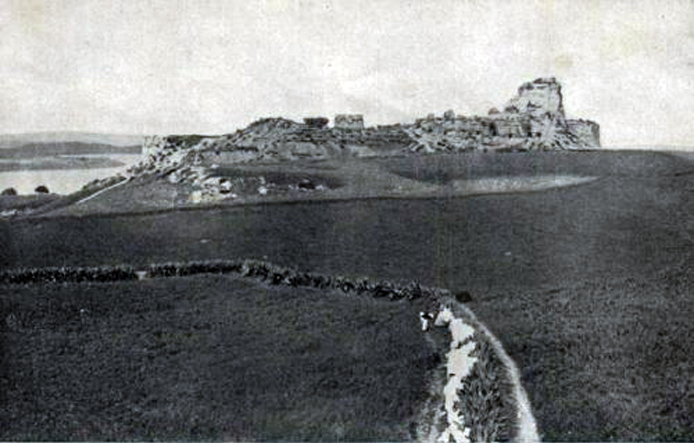
Ruinele Castelului Ayamonte.

În jurul anului 1295, Alonso Pérez de Guzmán, un cavaler proeminent care a luptat în cucerirea Tarifei, a cumpărat castelul Ayamonte de la Ordinul Santiago, deși, și după cum a subliniat istoricul Pedro Barrantes Maldonado, Ayamonte și alte localități dobândite de Casa de Guzmán precum Lepe sau La Redondela : „erau mici, pentru că aveau doar castele cu puțin timp, ca orașele care se aflau la granița maurilor și în război continuu împotriva lor ”.  Vânzarea a fost făcută de regele Sancho al IV-lea al Castiliei către soția lui Alonso Pérez de Guzmán, María Alonso Coronel.

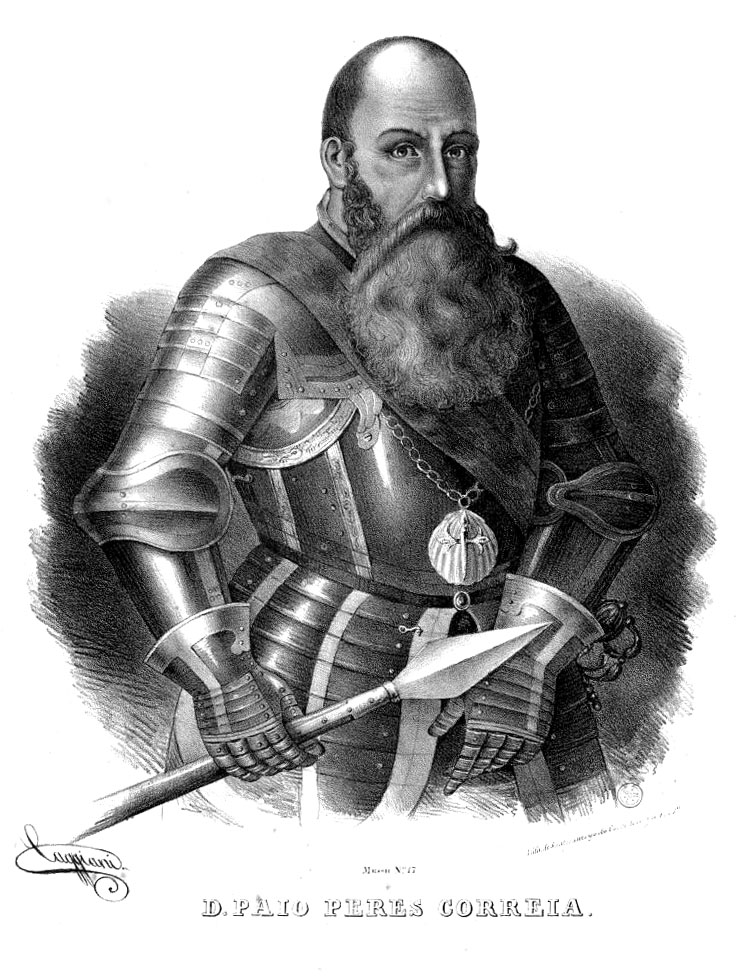
Pelayo Pérez Correa, al 14-lea Mare Maestru al Ordinului de Santiago, a cucerit Ayamonte de la musulmani în septembrie 1239.
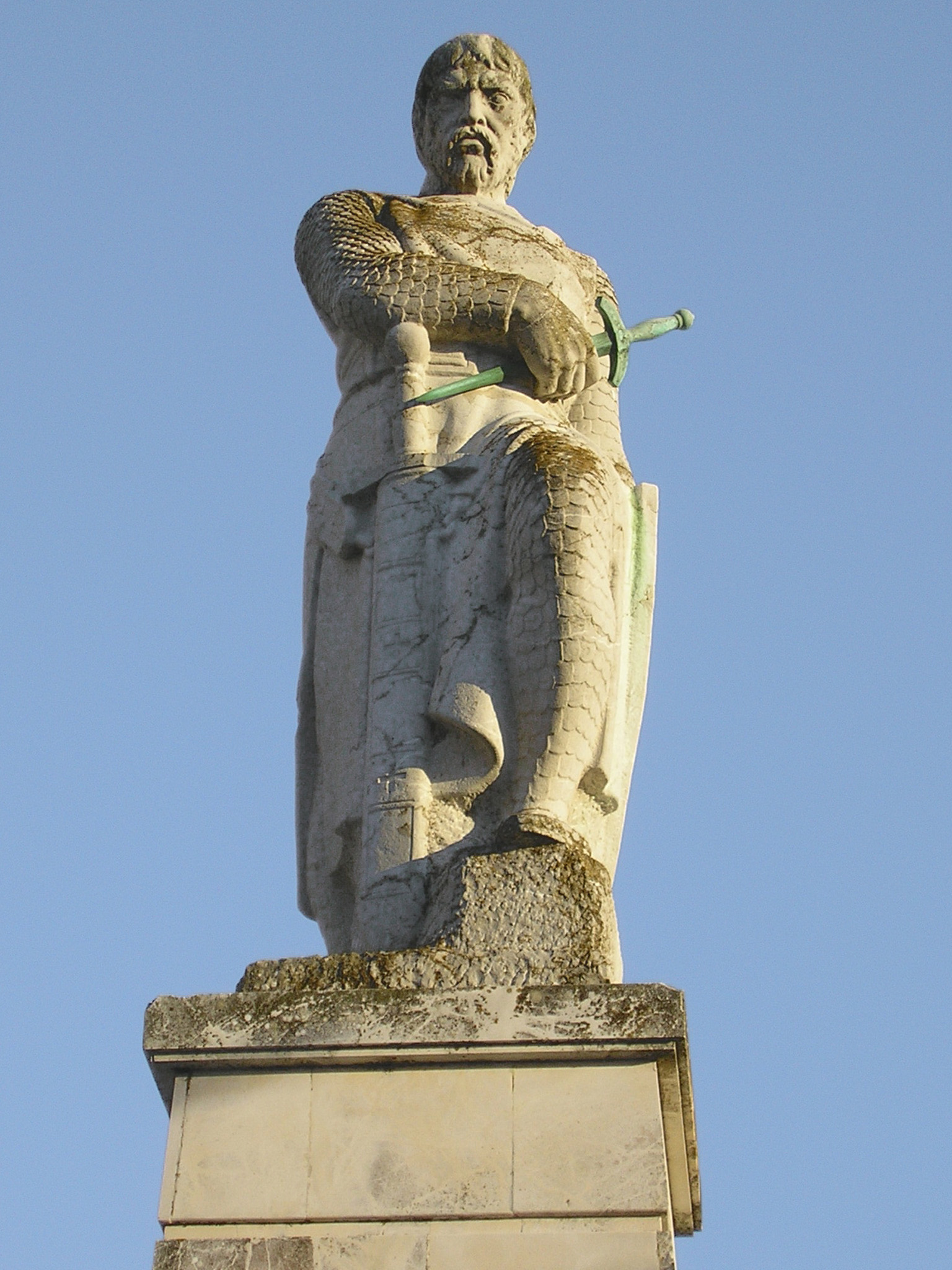
Statuia lui Guzmán el Bueno din Tarifa (provincia Cádiz), care a fost achiziționată de orașul Ayamonte la sfârșitul secolului al XIII-lea.

### Epoca Modernă și secolul XIX

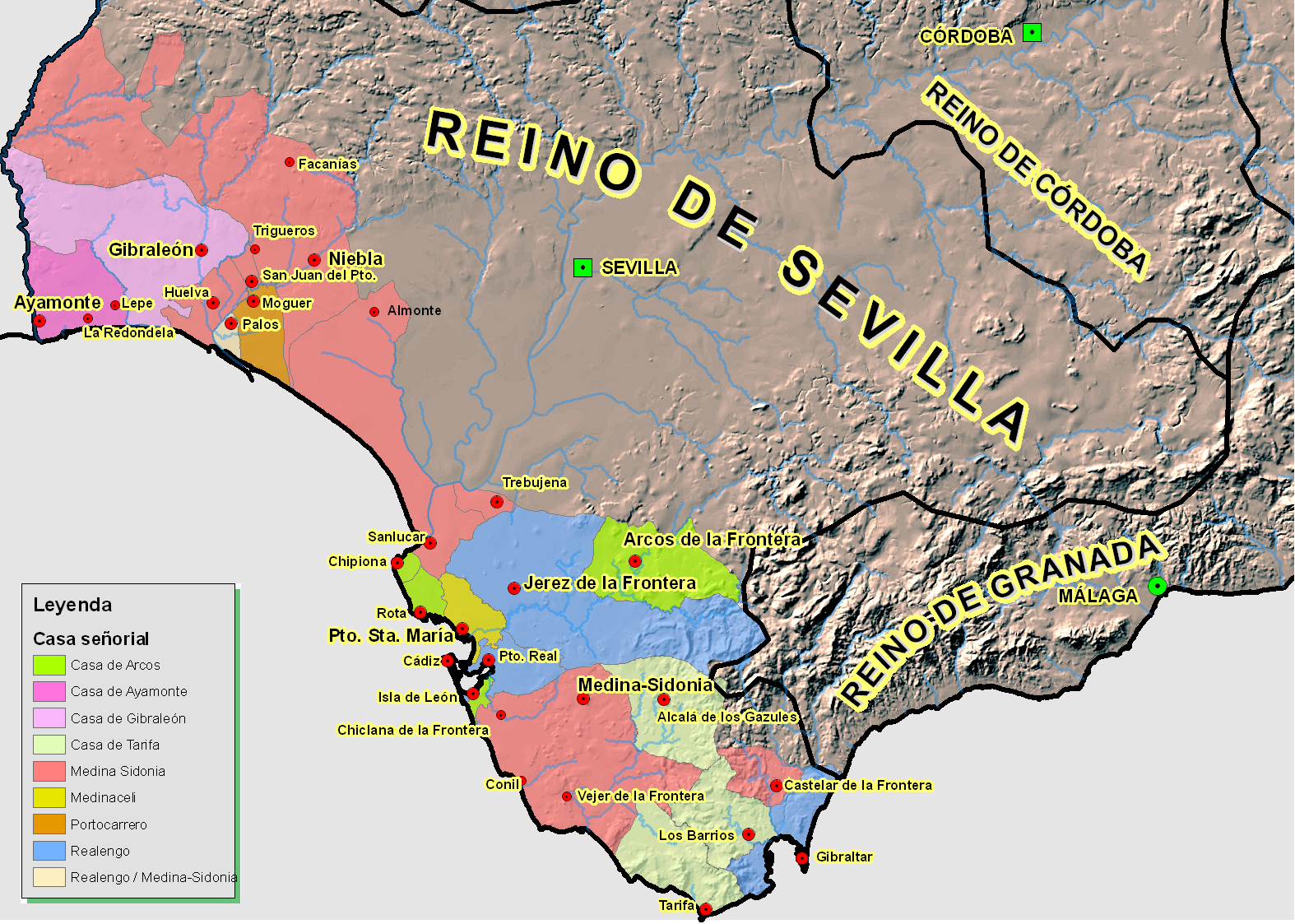
Feudele casei de Ayamonte în Regatul Sevilla

Ca urmare a achiziționării orașului de către Alonso Pérez de Guzmán, a început drumul istoric și politic al conacului Ayamonte, legat de casele lui Guzmán și Zúñiga, sub a căror jurisdicție se aflau orașele din apropiere La Redondela și Lepe.  De la crearea conacului,  avut acest titlu nobiliar:
- Juan Alonso de Guzmán și Osorio.
- Alonso Pérez de Guzmán, Contele de Niebla, Lord de Sanlúcar de Barrameda și Lord de Ayamonte.
- Juan Alfonso de Guzmán y Fuigueroa, Duce de Medina Sidonia, Conte de Niebla și Senor de Ayamonte.
- Teresa de Guzmán și Guzmán.
- Francisco de Zúñiga y Guzmán, care a murit în martie 1525. Fiul lui Don Pedro de Zúñiga, al II-lea conte de Bañares și moștenitor al Casei de Béjar și al doamnei Teresa de Guzmán y Guzmán, doamna din Ayamonte. S-a căsătorit la Sevilla cu doamna Leonor Manrique, fiica lui Don Pedro Manrique, I Duce de Nájera și a doamnei Guiomar de Castro. [33]

Deja în secolul al XVI-lea, în 1521, împăratul Carol Quintul a ridicat rangul de domnie a Ayamonte la Marchizat, primul marchiz de Ayamonte fiind D. Francisco de Zúñiga y Guzmán .  În același mod, teritoriul marchizatului, care avea inițial cele trei populații menționate anterior, a început să se umfle în secolul al XVI-lea odată cu întemeierea localitățiilor Villablanca și San Silvestre de Guzmán, într-un exemplu clar de repopulare târzie a Andaluziei de Jos . 
Ca și alte orașe din apropiere, Ayamonte a colaborat activ la descoperirea și colonizarea continentului american, evidențiind mai mulți marinari aparținând marchizului ca participanți activi la eveniment, precum marinarul Rodrigo de Jerez, care a navigat în America la bordul corăbiei Santa Maria în prima călătorie a lui Cristofor Columb, în 1492. 

### Conspirația ducelui de Medina Sidonia și a marchizului de Ayamonte
Deja în secolul al XVII-lea, în 1640, domnind în Spania, Filip al IV-lea, al IX-lea Duce de Medina Sidonia, Gaspar Pérez de Guzmán și Sandoval, împreună cu al VI-lea Marchiz de Ayamonte, Francisco Manuel Silvestre de Guzmán y Zúñiga, au jucat într-o conspirație militară. care presupunea unul dintre cele mai delicate momente ale domniei amintitului monarh, al cărui obiectiv era obținerea independenței Andaluziei pentru a implanta în ea o monarhie în fruntea căreia se afla casa de Medina Sidonia, după exemplul conspirații și rebeliuni contemporane împotriva Coroanei care au avut loc în Portugalia sau Catalonia .
Atât de mult încât se spune că conspirația ducelui de Medina de Sidonia din Andaluzia a fost susținută de Răscoala Portugaliei și Juan de Braganza împotriva Monarhiei Catolice . Ducele de Medina Sidonia s-a mutat la Ayamonte chemat de rege să lupte cu portughezii, fapt care l-a motivat pe Felipe al IV-lea să recunoască munca orașului în apărarea frontierei cu Portugalia odată cu acordarea titlului de „Foarte nobil și loial” orasul Ayamonte in 1664 . Cu toate acestea, conspirația a fost trunchiată, deoarece au fost descoperite scrisori de la Ducele de Medina Sidonia în care acesta se referea la eventuala rebeliune, care avea la bază Portugalia, Franța și Olanda. Odată informat regele, ambii nobili au fost chemați în judecată, deși, invocând motive de sănătate, doar marchizul de Ayamonte a fost cel care, după ce a depus mărturie în fața Notarului Public al Regatului, a fost găsit în cele din urmă vinovat de trădare., și arestat și executat la 12 decembrie 1648 în Alcázarul din Segovia .  Nu a avut aceeași soartă și ducele de Medina Sidonia, care, având în vedere rangul său aristocratic mai mare, viața i-a fost cruțată, deși a fost privat de Señorío de Sanlúcar și de Căpitania Generală a Mării, Oceanului și Coastelor Andaluziei. 

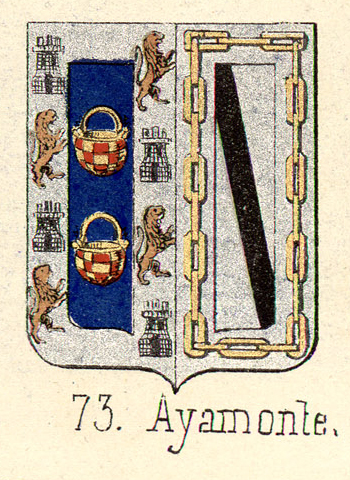
Stema Casa de Ayamonte.
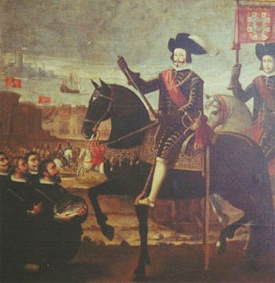
Gaspar de Guzmán y Sandoval, al IV-lea duce de Medina Sidona.
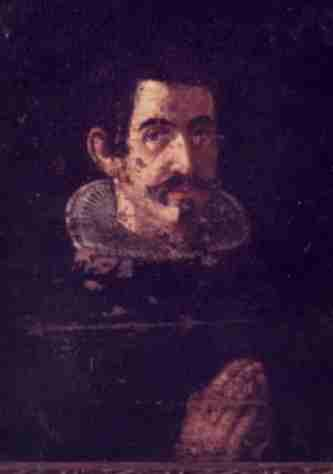
Portretul lui Francisco Manuel Silvestre de Guzmán y Zúñiga, al VI-lea marchiz de Ayamonte.

### Cutremurul de la Lisabona din 1755
Cutremurul de la Lisabona din 1 noiembrie 1755, precum și tsunami-ul ulterior, au afectat grav Ayamonte. Potrivit surselor,  clopotnița bisericii parohiale din El Salvador a fost distrusă, precum și biserica San Francisco și Mănăstirea Santa Clara, ale cărei călugărițe au fost transferate la Spitalul pentru copii. În Mănăstirea Mercedarienilor Desculți a căzut toată bolta corului, printre alte părți ale bisericii. 
Un text al vremii, tipărit la Sevilla în același an al anului 1755, relatează astfel tsunami-ul care a urmat cutremurului:
„După ceva mai mult de jumătate de oră, cutremurul s-a calmat, Marea și Râul Guadiana au ieșit cu o violență notabilă, ca toate estuarurile sale, sau canale, inundând întreaga mlaștină a Insulițelor adiacente acesteia si alte imediate, ajungand curgerea Apelor sa ocupe strazile acestei comunități proprii, si cat nu a fost vreodata stiri, a venit si a coborat dupa ceva vreme, a repetat acelasi atac de trei ori, chiar si in ore de maree, golirea, deși cu violență mai puțin vizibilă și bine decât să permită să vezi în marea menționată munți înălțați ai acestui element ondulat, negru și oribil și răsturnând până la mai mult de jumătate din Turnul gurii acestui Port, pe care o numesc de Canela. ”
Fiind distruse unele dintre principalele monumente ale municipiului, consilierul municipal al orașului, Manuel Rivero González "El Pintao" (1697-1780), a sponsorizat reconstrucția și restaurarea anumitor clădiri din oraș,  cum ar fi restaurarea bisericii parohiale din El Salvador sau construcția clopotniței din Biserica Maicii Domnului a Angoaselor pe lângă faptul că este un patron al unor lucrări artistice importante, printre care se poate evidenția principalul altar al bisericii parohiale omonime. 

### Secolul al XIX-lea

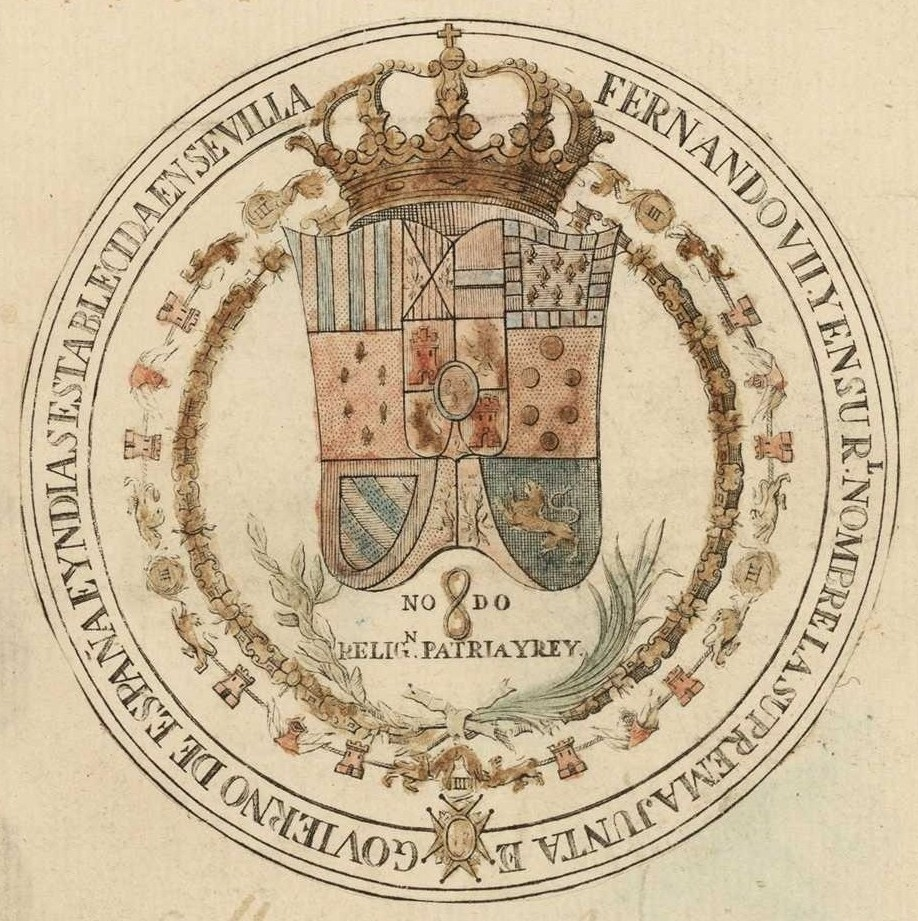
Sigiliul Consiliului din Sevilla din 1808.

Ayamonte, ca și restul Spaniei, a trecut prin invazia napoleonică și prin Războiul de Independență care a urmat . Pe de o parte, guvernul lui Joseph Bonaparte a împărțit teritoriul național în prefecturi, lăsând Ayamonte și restul provinciei Huelva în Prefectura Bajo Guadalquivir, cu capitala la Sevilla, deși Ayamonte, împreună cu Aracena, a fost numită capitală a subprefectura, fapt care arata importanta nu numai istorica, ci si politica si economica de care orasul se bucura la nivel provincial deja la inceputul secolului al XIX-lea. 
Pe de altă parte, aristocrații în favoarea întoarcerii lui Ferdinand al VII-lea și împotriva politicilor francizate, au fondat Consiliul Suprem al Spaniei și Indiilor la Sevilla în mai 1808, cu scopul de a expulza trupele franceze din țară. În acest sens, având în vedere locația strategică a Ayamonte, Junta de Sevilla nu a întârziat mult să înființeze Junta de Gobierno de Ayamonte în iunie 1808  al cărei obiectiv principal era apărarea frontierei portugheze, precum și a restului coastei Huelvei de eventuale atacuri militare asupra văii Guadalquivir care ar putea precipita cucerirea franceză a Sevillei,  chiar dacă întemeierea acestui organism militar nu a îndeplinit cerințele impuse chiar de Consiliul Central.
„Întrucât Consiliul Superior al Sevilla, care în acel moment exercita autoritate suverană în acest regat, cunoștea importanța ridicării lui și serviciile remarcabile pe care în situația locală în care se afla a început să le desfășoare în beneficiul Patriei, El l-a declarat cap al Popoarelor Râului Guadiana și al întregului canton al său, astfel încât, înarmand pe toți cei pe care îi cuprinde, să conțină tranzitul trupelor franceze, care era iminent amenințător; ceea ce s-a verificat cu bucurie, întrucât generalul Dupont, conform rapoartelor interceptate de acest Consiliu, l-a înștiințat pe generalul D'Abril să intre în acest Regat cu Divizia sa prin aceste puncte în direcția Sevilla, pentru a se alătura Armatei sale; Dacă gloriile lui Baylen au distrus oștile acelui general în câmpurile sale, răscoala popoarelor din Guadiana, înflăcărată și condusă de acest Consiliu, i-a oprit marșul rapid, dizolvându-și proiectul ca fumul.”
Odată cu capturarea capitalei Sevilla la 31 ianuarie 1810, Academia Militară din Sevilla a devenit un batalion, condus de Mariano Gil Bernabé, care s-a dus la Niebla pentru a ajunge la Ayamonte, cu scopul de a proteja fluxurile publice care gestionau Centrul Suprem. Bord. În cele din urmă, Academia Militară din Sevilla a fost dizolvată oficial la 11 februarie 1810 la Ayamonte. 